# أمين المال العام للبلاد التونسية
أمين المال العام للبلاد التونسية هو أمين مال الخزينة العامة للجمهورية التونسية ويتولى كل ما يعهد إليه حسب التشريع والتراتيب الجارية من إجراء مراقبات أو قبض أو جباية أموال عمومية أو القيام بغيرها من العمليات.

## المهام
يتولى أمين المال العام للبلاد التونسية المهام التالية :
- مهمّة محاسب مركزي للخزينة. وبهذه الصفة: يقوم بمهمّة محاسب مختصّ لمصاريف الدولة المتعهّد بها والمأذون بدفعها على صناديق الخزينة
- إدارة حساب الدولة الجاري المفتوح لدى البنك المركزي التونسي
- الجمع بحساباته لكلّ العمليّات الخاصّة منها بالميزانيّة والخارجة عنها التي يقوم محاسبو الدّولة بإنجازها مباشرة على مسؤوليّتهم
- ضبط حساب آخر السنة لإعداد الحساب السنوي العام للدولة
- مهمّة محاسب مختصّ لمصاريف الدولة المتعهّد بها والمأذون بدفعها على صناديق الخزينة
- تودع لديه السندات والديون والقيم التي تملكها الدولة وتقيد قيمتها بحساباته وعليه عهدتها
- إدارة الودائع والأمانات
- مهمّة محاسب الدين العمومي.
- يتولى كل ما يعهد إليه حسب التشريع والتراتيب الجارية من إجراء مراقبات أو قبض أو جباية أموال عموميّة أو القيام بغيرها من العمليّات.[2]